# Max Schur
Pour les articles homonymes, voir Schur.
Max Schur, né le 26 septembre 1897 à Stanislav et mort le 12 octobre 1969, est un médecin et psychanalyste américain d'origine autrichienne. Il est connu comme ayant été le médecin de Sigmund Freud.

## Biographie
Sa famille s'installe à Vienne en 1914, pour fuir l'avancée de l'armée russe. Il fait ses études de médecine à l'université de Vienne (1915-1920) et ses stages post-universitaires à la Policlinique, où il travaille ensuite comme médecin jusqu'en 1938. Il s'intéresse à la psychanalyse après avoir assisté aux conférences de Sigmund Freud. Il fait une analyse avec Ruth Mack Brunswick (1924-1932) et est accepté comme membre de la Société psychanalytique de Vienne (1932). Cette double compétence en médecine et en psychanalyse l'amène à devenir le médecin de Sigmund Freud pendant dix ans (de 1929 à la mort de Freud en 1939). Il quitte Vienne au moment de l'Anschluss et suit Freud à Londres.
Après la mort de Freud, il émigre aux États-Unis, et prend un poste de médecin au Bellevue Hospital (New York). Il est nommé professeur de psychiatrie clinique à l'Université d'État de New York en 1953. Il est rédacteur du Journal of the American Psychoanalytic Association. Il est cofondateur de la Psychoanalytic Association of New York (PANY) en 1955 et en est le président en 1967.
Il a notamment publié, en 1972, un ouvrage de référence sur les derniers jours de Sigmund Freud. Il est co-éditeur et auteur de plusieurs chapitres de l'ouvrage d'hommages à Marie Bonaparte (cf. bibliographie) et de l'ouvrage d'hommages à Heinz Hartmann, en 1966.

## Publications
- The Id and the Regulatory Principles of Mental Functioning, Monography JAPA/International Universities Press, 1966  (ISBN 978-0823624409)
- La Mort dans la vie de Freud, Gallimard, coll. « Tel », 1982 trad. fr. Brigitte Bost (Freud : living and dying, New York, International Universities Press, 1972)  (ISBN 978-2070257942)
- (éd.) Drives, Affects, Behavior T.2 : Essays in Memory of Marie Bonaparte, New York, International Universities Press, 1960, 502 p.
- In memoriam: Ernest Jones (1879-1958), Journal of the American Psychoanalytic Association, vol.6, n°4, 1958
- (coll.) Psychoanalysis. A General Psychology, New York, International Universities Press, 1966